# Втори интернационал
Вторият интернационал (1889 – 1916), оригиналният Социалистически интернационал, е организация на социалистически и работнически партии, създадена на 14 юли 1889 г. в Париж. На срещата участват делегати от 20 държави. Той продължава работата на разпуснатия Първи Интернационал след изключването на все още силното анархосиндикалистко движение.

## История
Сред известните решения на Втория интернационал е декларацията за обявяването на Ден на труда и на международната работническа солидарност (1889), както и Международен ден на жената, отбелязван първоначално на 19 март (от 1910 г.), а след Руската революция (1917 г.) на 8 март. Също така Вторият Интернационал поставя началото на международна кампания за 8-часов работен.
Постоянен изпълнителен и информационен орган на Втория интернационал е Международното социалистическо бюро (ISB), със седалище в Брюксел, създадено на Парижкия конгрес на Интернационала през 1900 г. Председател на Втория Интернационал е бил Емил Вандервелд, а секретар – Камий Юйсманс. Владимир Ленин е член от 1905 г.
Вторият Интернационал се разпуска през 1916 г. по време на Първата световна война, защото различните национални партии, които съставят организацията, не поддържат единен фронт срещу войната. Няколко дни преди началото на войната, Френската секция на Работническия Интернационал (SFIO), с лидер Жан Жорес, определя като провал антивоенната доктрина на Втория Интернационал. През 1915 г. по време на конференцията в Цимервалд, Швейцария, антивоенни социалисти се опитват да поддържат международното единство срещу социалния патриотизъм на социалдемократическите лидери.
През 1920 г. работата на несъществуващия вече Втори Интернационал е реорганизирана. Въпреки това някои европейски социалистически партии отказват да се присъединят към възстановения Интернационал и вместо това създават Международен работнически съюз на социалистическите партии (IWUSP), силно повлиян от австромарксизма. През 1923 г. Вторият Интернационал и IWUSP се сливат, за да образуват Работнически социалистически Интернационал. Това обединение просъществува до 1940 г. След Втората световна война се формира нов Социалистически интернационал, за да продължи политиката на Работническия социалистически съюз, който съществува и в наши дни.
Друг наследник е Третият Интернационал, основан през 1919 г., който официално се нарича Комунистически интернационал (Коминтерн), просъществувал до 1943 г., когато е разпуснат от съветския лидер Йосиф Сталин.

### Латинска Америка
В Латинска Америка, Вторият интернационал има два партньора – Социалистическа партия на Аржентина и Социалистическа партия на Уругвай.

### Изключване на анархистите
Анархистите са изключени от Втория интернационал, въпреки това „анархизмът“ доминира на Лондонския конгрес на Втория интернационал. Изключването получава множество критики от антиавторитарни социалисти, присъствали на заседанията на конгреса. Твърди се, че по това време на Втория интернационал, спорът между либертарния и авторитарния социализъм се превръща в „бойно поле“. Не само това, те ефективно провокират германските марксисти към диктаторска нетърпимост, което става фактор за прекратяване на Британското работническо движение.

## Конгреси и конференции на Втория интернационал
| Събитие                     | Място      | Дата                         |
| Първи конгрес               | Париж      | 14 – 19 юли 1889             |
| Втори конгрес               | Брюксел    | 3 – 7 август 1891            |
| Трети конгрес               | Цюрих      | 9 – 13 август 1893           |
| Четвърти конгрес            | Лондон     | 26 – 31 юли 1896             |
| Пети конгрес                | Париж      | 23 – 17 септември 1990       |
| Шести конгрес               | Амстердам  | 14 – 20 август 1904          |
| --------------------------- | ---------- | ---------------------------- |
| Седми конгрес               | Щутгарт    | 18 – 24 август 1907          |
| Осми конгрес                | Копенхаген | 28 август – 3 септември 1910 |
| Допълнителен девети конгрес | Базел      | 24 – 25 ноември 1912         |

След Втората световна война се провеждат три социалистически конференции в Швейцария. Използват се като мост към създаването на Работническия социалистически интернационал.
| Събитие                                         | Място  | Дата                   |
| Конференция в Берн                              | Берн   | 3 – 8 февруари 1919    |
| ----------------------------------------------- | ------ | ---------------------- |
| Международна социалистическа конференция Люцерн | Люцерн | 1 – 9 август 1919      |
| Международен социалистически конгрес Женева     | Женева | 31 юли – 4 август 1920 |

## Свързани международни срещи
| Събитие                                                           | Място      | Дата                  |
| Конференция на социалистическите партии на неутралните държави    | Копенхаген | 17 – 18 януари 1915   |
| Конференция на социалистическите партии от Централна Европа       | Виена      | 12 – 13 април 1915    |
| Първа конференция в Цимервалд                                     | Цимервалд  | 5 – 8 септември 1915  |
| Втора конференция в Цимервалд                                     | Цимервалд  | 24 – 30 април 1916    |
| Трета конференция в Цимервалд                                     | Цимервалд  | 5 – 12 септември 1917 |
| Първа конференция на междусъюзническите социалистически партии    | Лондон     | 14 февруари 1915      |
| ----------------------------------------------------------------- | ---------- | --------------------- |
| Втора конференция на междусъюзническите социалистически партии    | Лондон     | 28 – 29 август 1917   |
| Трета конференция на междусъюзническите социалистически партии    | Лондон     | 20 – 24 февруари 1918 |
| Четвърта конференция на междусъюзническите социалистически партии | Лондон     | 15 септември 1918     |